# Ivan Saltykov
Ivan Saltykov ou Soltikoff est général russe, fils de Piotr Saltykov, né en 1736, mort à Moscou en 1805. 
Il se signala par ses talents militaires en combattant les Prussiens, les Turcs et les Polonais, et devint rapidement général en chef. Appelé à gouverner les provinces de Vladimir et de Kostroma, Soltikoff se montra administrateur habile et éclairé. Après avoir commandé l’armée du Caucase, il fut chargé de repousser les Suédois qui menaçaient Saint-Pétersbourg (1790), fit preuve de la plus grande habileté et força ces derniers à demander la paix. 
En récompense de ses services, Catherine le nomma son aide de camp, lui donna la propriété d’un régiment et lui fit de riches présents. Sous Paul Ier qui avait servi sous ses ordres, Soltikoff devint feld-maréchal et gouverneur de Moscou, fonctions qu’il conserva jusqu’à sa mort. 
Comme son père, c’était un homme aux mœurs austères, d’un caractère élevé, qui resta complètement étranger aux corruptions de la cour de Catherine.

## Source
« Ivan Saltykov », dans Pierre Larousse, Grand dictionnaire universel du XIXe siècle, Paris, Administration du grand dictionnaire universel, 15 vol., 1863-1890 [détail des éditions].